# Triple Concert (Beethoven)
El Concert per a violí, violoncel i piano en do major de Ludwig van Beethoven, op. 56, conegut comunament com el Triple Concert, va ser compost el 1803 i publicat el 1804 per Breitkopf & Härtel. L'elecció dels tres instruments solistes fa d'aquest un concert de trio per a piano, i és l'únic concert que Beethoven ha completat mai per a més d'un instrument solista, sent també l'únic concert que va escriure per a violoncel. Una actuació típica dura aproximadament trenta-set minuts.

## Història
El primer biògraf de Beethoven Anton Schindler, va afirmar que el Triple Concert va ser escrit per a l'alumne reial de Beethoven, l'⁣arxiduc Rodolf d'Àustria. L'arxiduc, que es va convertir en un pianista i compositor consumat sota la tutela de Beethoven, era només en la seva adolescència en aquest moment, i sembla plausible que l'estratègia de Beethoven fos crear una part de piano vistosa però relativament fàcil que tingués el suport de dos soliestes més madurs i hàbils. No obstant això, no hi ha constància que Rudolf hagi executat mai l'obra, i una sèrie d'estudiosos de Beethoven han posat en dubte l'afirmació de Schindler.
El Triple Concert es va estrenar públicament el 1808, als concerts d'estiu d'Augarten a Viena. El violinista de l'estrena va ser Carl August Seidler i el violoncel·lista Nikolaus Kraft que era conegut "pel domini tècnic" i un "to clar i ric".:162 El concert va ser rebut amb indiferència perquè, segons Schindler, els solistes no van prendre el concert prou seriosament. No consta que fos interpretat de nou durant la vida de Beethoven.
El concert va ser la primera obra de Beethoven que va utilitzar tècniques avançades de violoncel.:162 En la versió publicada, el concert portava una dedicatòria a un mecenes diferent: el príncep Lobkowitz.

## Moviments
El concert es divideix en tres moviments⁣:
1. Allegro
2. Largo (attacca)
3. Rondo alla polacca

El primer moviment està àmpliament escalat i presenta un ritme de marxa moderat, i inclou treballs decoratius en solitari i repeticions pausades, variacions i extensions de temes variats. Una característica comuna és un ritme puntejat (curt-llarg, curt-llarg) que dona un aire de gràcia i pompa que no és precisament "heroic", però que hauria transmès un caràcter de dignitat de moda als oients contemporanis, i potser un toc de la noble manera "cavalleresca" que s'estava convertint en un element popular de novel·les, obres de teatre, òperes i quadres. Els tresets rítmics que apareixen sovint a l'acompanyament també contribueixen a aquest efecte. En aquest moviment, com en els altres dos, el violoncel inicia en solitari amb el primer tema. De manera poc habitual per a un concert d’aquesta envergadura, el primer moviment comença de forma suau, amb un crescendo gradual que condueix a l'exposició, on el tema principal és introduït posteriorment pels solistes. També de manera inusual, l'exposició modula a la menor en lloc del sol major esperat. L'amic de Beethoven, Ferdinand Ries, va fer més tard la mateixa transició mediant en el seu sisè concert. Aquest moviment dura entre setze i dinou minuts.
El moviment lent, en la bemoll major, és una introducció a gran escala al final, que el segueix sense interrupció. El violoncel i el violí es reparteixen el material melòdic del moviment, mentre que el piano proporciona un acompanyament discret. Aquest moviment té una durada aproximada de cinc a sis minuts.
No hi ha pausa entre el segon i el tercer moviment. Notes repetides i dramàtiques introdueixen el tercer moviment, una polonesa (també anomenada "polacca"), un emblema de la moda aristocràtica durant l’era napoleònica, que encaixa així amb el caràcter de "diversió elegant" que caracteritza tot aquest concert. El ritme de bolero, també típic de la polonesa, es percep en el tema central en mode menor del moviment final. Aquest moviment té una durada aproximada de tretze a catorze minuts.
A més dels solistes de violí, violoncel i piano, el concert està escrit per a una flauta, dos oboès, dos clarinets, dos fagots, dues trompes, dues trompetes, timbales i cordes. La flauta, els oboès, les trompetes i els timbals són tacets durant el segon moviment.

## Enregistraments
Els enregistraments populars del Triple Concert inclouen els següents:
- John Corigliano Sr., Leonard Rose i Walter Hendl, amb Bruno Walter, New York Philharmonic, 1949
- David Oistrakh, Sviatoslav Knushevitsky i Lev Oborin, amb Sir Malcolm Sargent, Philharmonia Orchestra, 1958
- Jaime Laredo, Leslie Parnas i Rudolf Serkin, amb Alexander Schneider, Marlboro Festival Orchestra, 1962
- Yehudi Menuhin, Maurice Gendron i Hephzibah Menuhin, amb István Kertész, London Symphony Orchestra, 1964
- Isaac Stern, Leonard Rose i Eugene Istomin, amb Eugene Ormandy, Philadelphia Orchestra, 1964
- David Oistrakh, Mstislav Rostropovich i Sviatoslav Richter, amb Herbert von Karajan, Filharmònica de Berlín, 1969
- Suk Trio, sota la direcció de Kurt Masur, Filharmònica Txeca, 1974
- Franzjosef Maier, Anner Bylsma i Paul Badura-Skoda, Collegium Aureum, 1974
- Anne-Sophie Mutter, Yo-Yo Ma i Mark Zeltser, amb Herbert von Karajan, Filharmònica de Berlín, 1979
- Trio Zingara, amb Edward Heath, English Chamber Orchestra, 1988
- Itzhak Perlman, Yo-Yo Ma i Daniel Barenboim, amb Daniel Barenboim, Filharmònica de Berlín, 1995
- Dong-Suk Kang, Maria Kliegel, and Jenő Jandó, under Béla Drahos, Nicolaus Esterházy Sinfonia, 1997
- Renaud Capuçon, Mischa Maisky i Martha Argerich, amb Alexandre Rabinovitch, Orchestra della Svizzera Italiana, 2003
- Thomas Zehetmair, Clemens Hagen i Pierre-Laurent Aimard, amb Nikolaus Harnoncourt, Orquestra de Cambra d'Europa, 2004
- Gordan Nikolitch, Tim Hugh i Lars Vogt, amb Bernard Haitink, London Symphony Orchestra, 2005
- Ilya Gringolts, Mario Brunello i Alexander Lonquich, amb Claudio Abbado, Orquestra Juvenil Simón Bolívar de Veneçuela, 2006
- Yefim Bronfman, Gil Shaham i Truls Mørk, amb David Zinman, Tonhalle Orchestra of Zurich, 2006
- Wouter Vossen, Bart van de Roer i Marc Vossen (Storioni Trio), amb Jan Willem de Vriend, Orquestra Simfònica dels Països Baixos, 2013
- Anne-Sophie Mutter, Yo-Yo Ma i Daniel Barenboim, West–Eastern Divan Orchestra, 2019
- Dmitry Sinkovsky, Alexander Rudin, and Alexei Lubimov, under Alexander Rudin, Musica Viva, 2020
- Isabelle Faust, Jean-Guihen Queyras i Alexander Melnikov, amb Pablo Heras-Casado, Freiburger Barockorchester, 2021